# فهرست قنات‌های شهرستان سمنان
جدول زیر بر اساس آمار وزارت جهاد کشاورزیتهیه شده‌است. فهرست زیر قنات‌های شهرستان سمنان در استان سمنان را نشان می‌دهد.
| نام قنات             | موقعیت                        | نزدیک‌ترین روستا      | طول قنات (متر)       | تعداد میله چاه | عمق مادر چاه | دبی (لیتر بر ثانیه) | سطح زیر کشت (هکتار) |
| -------------------- | ----------------------------- | -------------------- | -------------------- | -------------- | ------------ | ------------------- | ------------------- |
| نظامین               | بخش مرکزی شهرستان سمنان       | نظامین               | ۶                    | ۰              | ۰            | ۲۵                  | ۰                   |
| ابخوران              | بخشی نامعلوم در شهرستان سمنان | ابخوران              | ۵                    | ۰              | ۰            | ۱۵                  | ۰                   |
| ابراهیم‌آباد          | بخشی نامعلوم در شهرستان سمنان | ابراهیم‌آباد          | ۱٫۷۹۹۹۹۹۹۵۲۳۱۶۲۸     | ۰              | ۰            | ۸                   | ۰                   |
| ابچال اروانه         | بخشی نامعلوم در شهرستان سمنان | ابچال اروانه         | ۰٫۶۰۰۰۰۰۰۲۳۸۴۱۸۵۸    | ۰              | ۰            | ۱۸                  | ۰                   |
| احمدآباد             | بخش مرکزی شهرستان سمنان       | احمدآباد             | ۱٫۵                  | ۰              | ۰            | ۵                   | ۰                   |
| احمدآباد             | بخش مرکزی شهرستان سمنان       | احمدآباد             | ۰٫۵                  | ۰              | ۰            | ۲                   | ۰                   |
| اروانه               | بخش مرکزی شهرستان سمنان       | اروانه               | ۰٫۵                  | ۰              | ۰            | ۵                   | ۰                   |
| اسدآباد              | بخشی نامعلوم در شهرستان سمنان | اسدآباد              | ۳                    | ۰              | ۰            | ۱۲                  | ۰                   |
| اسدآباد              | بخش مرکزی شهرستان سمنان       | اسدآباد              | ۵                    | ۰              | ۰            | ۲۰                  | ۰                   |
| اسدآباد              | بخش مرکزی شهرستان سمنان       | اسدآباد              | ۲                    | ۰              | ۰            | ۸                   | ۰                   |
| اسدآباد              | بخش مرکزی شهرستان سمنان       | اسدآباد              | ۴                    | ۰              | ۰            | ۱۵                  | ۰                   |
| اسدآباد              | بخش مرکزی شهرستان سمنان       | اسدآباد              | ۰                    | ۰              | ۰            | ۱۰                  | ۰                   |
| اسدآباد              | بخش مرکزی شهرستان سمنان       | اسدآباد              | ۱                    | ۰              | ۰            | ۵                   | ۰                   |
| اسدآباد              | بخش مرکزی شهرستان سمنان       | اسدآباد              | ۳٫۵                  | ۰              | ۰            | ۷                   | ۰                   |
| اسلام‌آباد رجزین      | بخشی نامعلوم در شهرستان سمنان | اسلام‌آباد رجزین      | ۱٫۳۹۹۹۹۹۹۷۶۱۵۸۱۴     | ۰              | ۰            | ۲۵                  | ۰                   |
| اسوران               | بخشی نامعلوم در شهرستان سمنان | اسوران               | ۰                    | ۰              | ۰            | ۱۰                  | ۰                   |
| افتر بالا            | بخشی نامعلوم در شهرستان سمنان | افتر بالا            | ۳                    | ۰              | ۰            | ۱۲۰                 | ۰                   |
| افتر پائین           | بخشی نامعلوم در شهرستان سمنان | افتر پائین           | ۱٫۵                  | ۰              | ۰            | ۲۰                  | ۰                   |
| امامزاده عبدا        | بخش مرکزی شهرستان سمنان       | امامزاده عبدا        | ۰٫۵                  | ۰              | ۰            | ۵                   | ۰                   |
| امروان عطاری بالا    | بخشی نامعلوم در شهرستان سمنان | امروان عطاری بالا    | ۰٫۴۰۰۰۰۰۰۰۵۹۶۰۴۶۴    | ۰              | ۰            | ۲                   | ۰                   |
| امروان عطاری پائین   | بخشی نامعلوم در شهرستان سمنان | امروان عطاری پائین   | ۰٫۲۰۰۰۰۰۰۰۲۹۸۰۲۳۲    | ۰              | ۰            | ۲                   | ۰                   |
| اوران جاش            | بخش مرکزی شهرستان سمنان       | اوران جاش            | ۰٫۳۸۹۹۹۹۹۸۵۶۹۴۸۸۵    | ۰              | ۰            | ۲                   | ۰                   |
| اژگوداش              | بخش مرکزی شهرستان سمنان       | اژگوداش              | ۰٫۸۵۰۰۰۰۰۲۳۸۴۱۸۵۸    | ۰              | ۰            | ۱۰                  | ۰                   |
| باران اباد جام       | بخشی نامعلوم در شهرستان سمنان | باران اباد جام       | ۱                    | ۰              | ۰            | ۴                   | ۰                   |
| بالا سرخه            | بخشی نامعلوم در شهرستان سمنان | بالا سرخه            | ۱                    | ۰              | ۰            | ۲۰                  | ۰                   |
| بالای میان دره       | بخشی نامعلوم در شهرستان سمنان | بالای میان دره       | ۰٫۸۰۰۰۰۰۰۱۱۹۲۰۹۲۹    | ۰              | ۰            | ۳                   | ۰                   |
| بایان                | بخشی نامعلوم در شهرستان سمنان | بایان                | ۱                    | ۰              | ۰            | ۰                   | ۰                   |
| برکیان               | بخش مرکزی شهرستان سمنان       | برکیان               | ۱٫۵                  | ۰              | ۰            | ۱۰                  | ۰                   |
| بشم بن               | بخش مرکزی شهرستان سمنان       | بشم بن               | ۰٫۵                  | ۰              | ۰            | ۱۰                  | ۰                   |
| بلبل دره             | بخشی نامعلوم در شهرستان سمنان | بلبل دره             | ۰٫۱۵۰۰۰۰۰۰۵۹۶۰۴۶۴    | ۰              | ۰            | ۱۳                  | ۰                   |
| بهشته آهوان          | بخشی نامعلوم در شهرستان سمنان | بهشته آهوان          | ۲٫۵                  | ۰              | ۰            | ۸                   | ۰                   |
| بیابانک              | بخش مرکزی شهرستان سمنان       | بیابانک              | ۳                    | ۰              | ۰            | ۰                   | ۰                   |
| بیابانک              | بخش مرکزی شهرستان سمنان       | بیابانک              | ۳                    | ۰              | ۰            | ۱۰                  | ۰                   |
| بیابانک              | بخش مرکزی شهرستان سمنان       | بیابانک              | ۵                    | ۰              | ۰            | ۱۷                  | ۰                   |
| بیابانک              | بخش مرکزی شهرستان سمنان       | بیابانک              | ۴                    | ۰              | ۰            | ۱۴                  | ۰                   |
| بیابانک              | بخش مرکزی شهرستان سمنان       | بیابانک              | ۴                    | ۰              | ۰            | ۸                   | ۰                   |
| بیابانک              | بخش مرکزی شهرستان سمنان       | بیابانک              | ۴                    | ۰              | ۰            | ۴                   | ۰                   |
| بیابانک              | بخش مرکزی شهرستان سمنان       | بیابانک              | ۵                    | ۰              | ۰            | ۱۲                  | ۰                   |
| بیابانک              | بخش مرکزی شهرستان سمنان       | بیابانک              | ۴٫۵                  | ۰              | ۰            | ۲                   | ۰                   |
| ترشه کلا مهدیشهر     | بخشی نامعلوم در شهرستان سمنان | ترشه کلا مهدیشهر     | ۰٫۷۵                 | ۰              | ۰            | ۲۵                  | ۰                   |
| جماران آهوان         | بخشی نامعلوم در شهرستان سمنان | جماران آهوان         | ۳٫۵                  | ۰              | ۰            | ۱۶                  | ۰                   |
| حاج اسماعیل خانی     | بخشی نامعلوم در شهرستان سمنان | حاج اسماعیل خانی     | ۰٫۷۵                 | ۰              | ۰            | ۸                   | ۰                   |
| حاج یوسفی سرخه       | بخشی نامعلوم در شهرستان سمنان | حاج یوسفی سرخه       | ۳                    | ۰              | ۰            | ۳                   | ۰                   |
| حاجی‌آباد             | بخشی نامعلوم در شهرستان سمنان | حاجی‌آباد             | ۰٫۶۹۹۹۹۹۹۸۸۰۷۹۰۷۱    | ۰              | ۰            | ۳                   | ۰                   |
| حسن‌آباد آهوان        | بخشی نامعلوم در شهرستان سمنان | حسن‌آباد آهوان        | ۲٫۵                  | ۰              | ۰            | ۵                   | ۰                   |
| حسین‌آباد             | بخشی نامعلوم در شهرستان سمنان | حسین‌آباد             | ۱                    | ۰              | ۰            | ۲                   | ۰                   |
| حسین‌آباد دوزهیر      | بخشی نامعلوم در شهرستان سمنان | حسین‌آباد دوزهیر      | ۰٫۵                  | ۰              | ۰            | ۴                   | ۰                   |
| حیدرآباد             | بخشی نامعلوم در شهرستان سمنان | حیدرآباد             | ۲                    | ۰              | ۰            | ۱۰                  | ۰                   |
| خیرآباد              | بخش مرکزی شهرستان سمنان       | خیرآباد              | ۰٫۸۹۹۹۹۹۹۷۶۱۵۸۱۴۲    | ۰              | ۰            | ۶                   | ۰                   |
| درویش‌آباد            | بخشی نامعلوم در شهرستان سمنان | درویش‌آباد            | ۰٫۵۱۹۹۹۹۹۸۰۹۲۶۵۱۴    | ۰              | ۰            | ۳                   | ۰                   |
| درکوچه               | بخشی نامعلوم در شهرستان سمنان | درکوچه               | ۰٫۵                  | ۰              | ۰            | ۲۵                  | ۰                   |
| دلازیان              | بخش مرکزی شهرستان سمنان       | دلازیان              | ۴                    | ۰              | ۰            | ۲۵                  | ۰                   |
| دلازیان              | بخشی نامعلوم در شهرستان سمنان | دلازیان              | ۵                    | ۰              | ۰            | ۴۰                  | ۰                   |
| دلازیان              | بخش مرکزی شهرستان سمنان       | دلازیان              | ۲٫۵                  | ۰              | ۰            | ۲۰                  | ۰                   |
| دهاقین               | بخش مرکزی شهرستان سمنان       | دهاقین               | ۳                    | ۰              | ۰            | ۸                   | ۰                   |
| دوزهیر               | بخشی نامعلوم در شهرستان سمنان | دوزهیر               | ۴٫۵                  | ۰              | ۰            | ۱۵                  | ۰                   |
| دولت‌آباد آبخوران     | بخشی نامعلوم در شهرستان سمنان | دولت‌آباد آبخوران     | ۰٫۵                  | ۰              | ۰            | ۲                   | ۰                   |
| دیکتاژ               | بخشی نامعلوم در شهرستان سمنان | دیکتاژ               | ۵٫۰۰۰۰۰۰۰۷۴۵۰۵۸۱E-۰۲ | ۰              | ۰            | ۳                   | ۰                   |
| ذوالفقار             | بخشی نامعلوم در شهرستان سمنان | ذوالفقار             | ۰٫۱۰۰۰۰۰۰۰۱۴۹۰۱۱۶    | ۰              | ۰            | ۳                   | ۰                   |
| رحمت‌آباد             | بخشی نامعلوم در شهرستان سمنان | رحمت‌آباد             | ۲                    | ۰              | ۰            | ۶                   | ۰                   |
| رضا آباد             | بخشی نامعلوم در شهرستان سمنان | رضا آباد             | ۱٫۵                  | ۰              | ۰            | ۵                   | ۰                   |
| رضا آباد پائین جوادی | بخشی نامعلوم در شهرستان سمنان | رضا آباد پائین جوادی | ۰٫۴۰۰۰۰۰۰۰۵۹۶۰۴۶۴    | ۰              | ۰            | ۱۰                  | ۰                   |
| رضابوک جهاد          | بخشی نامعلوم در شهرستان سمنان | رضابوک جهاد          | ۱٫۲۰۰۰۰۰۰۴۷۶۸۳۷۲     | ۰              | ۰            | ۲                   | ۰                   |
| روانه عباس‌آباد       | بخشی نامعلوم در شهرستان سمنان | روانه عباس‌آباد       | ۱٫۲۰۰۰۰۰۰۴۷۶۸۳۷۲     | ۰              | ۰            | ۱۵                  | ۰                   |
| روشن مهدیشهر         | بخشی نامعلوم در شهرستان سمنان | روشن مهدیشهر         | ۰٫۶۹۹۹۹۹۹۸۸۰۷۹۰۷۱    | ۰              | ۰            | ۲                   | ۰                   |
| رویان                | بخشی نامعلوم در شهرستان سمنان | رویان                | ۰٫۴۰۰۰۰۰۰۰۵۹۶۰۴۶۴    | ۰              | ۰            | ۱۵                  | ۰                   |
| ریگاب دربند شهمیرزاد | بخشی نامعلوم در شهرستان سمنان | ریگاب دربند شهمیرزاد | ۱                    | ۰              | ۰            | ۲                   | ۰                   |
| سائو                 | بخش مرکزی شهرستان سمنان       | سائو                 | ۰٫۴۴۹۹۹۹۹۸۸۰۷۹۰۷۱    | ۰              | ۰            | ۳                   | ۰                   |
| سرخه                 | بخش مرکزی شهرستان سمنان       | سرخه                 | ۵                    | ۰              | ۰            | ۳۵                  | ۰                   |
| سرخه                 | بخش مرکزی شهرستان سمنان       | سرخه                 | ۹                    | ۰              | ۰            | ۳۰                  | ۰                   |
| سرخه                 | بخش مرکزی شهرستان سمنان       | سرخه                 | ۴٫۵                  | ۰              | ۰            | ۲۰                  | ۰                   |
| سرخه                 | بخش مرکزی شهرستان سمنان       | سرخه                 | ۱                    | ۰              | ۰            | ۱۵                  | ۰                   |
| سرخه                 | بخش مرکزی شهرستان سمنان       | سرخه                 | ۵                    | ۰              | ۰            | ۱۵                  | ۰                   |
| سرخه                 | بخشی نامعلوم در شهرستان سمنان | سرخه                 | ۰٫۶۹۹۹۹۹۹۸۸۰۷۹۰۷۱    | ۰              | ۰            | ۴                   | ۰                   |
| سرخه                 | بخش مرکزی شهرستان سمنان       | سرخه                 | ۱٫۵                  | ۰              | ۰            | ۲۰                  | ۰                   |
| سرند پیغمبران        | بخشی نامعلوم در شهرستان سمنان | سرند پیغمبران        | ۰٫۵                  | ۰              | ۰            | ۲                   | ۰                   |
| سرچاشم               | بخشی نامعلوم در شهرستان سمنان | سرچاشم               | ۰٫۸۵۰۰۰۰۰۲۳۸۴۱۸۵۸    | ۰              | ۰            | ۵                   | ۰                   |
| سعدآباد سرخه         | بخشی نامعلوم در شهرستان سمنان | سعدآباد سرخه         | ۱                    | ۰              | ۰            | ۶                   | ۰                   |
| سنگ قهوه خانه بالا   | بخشی نامعلوم در شهرستان سمنان | سنگ قهوه خانه بالا   | ۱٫۵                  | ۰              | ۰            | ۵                   | ۰                   |
| سنگ قهوه خانه مشتاقی | بخشی نامعلوم در شهرستان سمنان | سنگ قهوه خانه مشتاقی | ۱٫۷۹۹۹۹۹۹۵۲۳۱۶۲۸     | ۰              | ۰            | ۱۰                  | ۰                   |
| سوکان آهوان          | بخشی نامعلوم در شهرستان سمنان | سوکان آهوان          | ۰٫۵۵۰۰۰۰۰۱۱۹۲۰۹۲۹    | ۰              | ۰            | ۵                   | ۰                   |
| سی بن سفلی           | بخشی نامعلوم در شهرستان سمنان | سی بن سفلی           | ۰٫۷۵                 | ۰              | ۰            | ۵                   | ۰                   |
| سی بن وسطی           | بخشی نامعلوم در شهرستان سمنان | سی بن وسطی           | ۰٫۵۵۰۰۰۰۰۱۱۹۲۰۹۲۹    | ۰              | ۰            | ۲                   | ۰                   |
| سیدآباد آهوان        | بخشی نامعلوم در شهرستان سمنان | سیدآباد آهوان        | ۰٫۵                  | ۰              | ۰            | ۳                   | ۰                   |
| شاه محمد عباس‌آباد    | بخشی نامعلوم در شهرستان سمنان | شاه محمد عباس‌آباد    | ۱٫۳۹۹۹۹۹۹۷۶۱۵۸۱۴     | ۰              | ۰            | ۸                   | ۰                   |
| شریعت‌آباد            | بخش مرکزی شهرستان سمنان       | شریعت‌آباد            | ۰٫۶۰۰۰۰۰۰۲۳۸۴۱۸۵۸    | ۰              | ۰            | ۲                   | ۰                   |
| شور کلاته            | بخشی نامعلوم در شهرستان سمنان | شور کلاته            | ۳                    | ۰              | ۰            | ۱۲                  | ۰                   |
| شیخ آب               | بخش مرکزی شهرستان سمنان       | شیخ آب               | ۳                    | ۰              | ۰            | ۶                   | ۰                   |
| صفائیه رهبر          | بخشی نامعلوم در شهرستان سمنان | صفائیه رهبر          | ۰                    | ۰              | ۰            | ۰                   | ۰                   |
| صفائیه لاهورد        | بخشی نامعلوم در شهرستان سمنان | صفائیه لاهورد        | ۳                    | ۰              | ۰            | ۳                   | ۰                   |
| صفی‌آباد              | بخش مرکزی شهرستان سمنان       | صفی‌آباد              | ۳                    | ۰              | ۰            | ۰                   | ۰                   |
| صلح دره              | بخشی نامعلوم در شهرستان سمنان | صلح دره              | ۰٫۵                  | ۰              | ۰            | ۱۰                  | ۰                   |
| طاق ملک              | بخشی نامعلوم در شهرستان سمنان | طاق ملک              | ۰٫۵۵۰۰۰۰۰۱۱۹۲۰۹۲۹    | ۰              | ۰            | ۲                   | ۰                   |
| طالب‌آباد             | بخشی نامعلوم در شهرستان سمنان | طالب‌آباد             | ۰٫۹۴۹۹۹۹۹۸۸۰۷۹۰۷۱    | ۰              | ۰            | ۱۰                  | ۰                   |
| طالمی آسوران         | بخشی نامعلوم در شهرستان سمنان | طالمی آسوران         | ۰٫۴۴۹۹۹۹۹۸۸۰۷۹۰۷۱    | ۰              | ۰            | ۱۰                  | ۰                   |
| عباس‌آباد آهوان       | بخشی نامعلوم در شهرستان سمنان | عباس‌آباد آهوان       | ۰٫۶۹۹۹۹۹۹۸۸۰۷۹۰۷۱    | ۰              | ۰            | ۱                   | ۰                   |
| عباس‌آباد طالب‌آباد    | بخشی نامعلوم در شهرستان سمنان | عباس‌آباد طالب‌آباد    | ۱٫۲۰۰۰۰۰۰۴۷۶۸۳۷۲     | ۰              | ۰            | ۳۰                  | ۰                   |
| عباس‌آباد پائین       | بخشی نامعلوم در شهرستان سمنان | عباس‌آباد پائین       | ۱٫۲۰۰۰۰۰۰۴۷۶۸۳۷۲     | ۰              | ۰            | ۳                   | ۰                   |
| عبدل‌آباد بالا        | بخشی نامعلوم در شهرستان سمنان | عبدل‌آباد بالا        | ۲                    | ۰              | ۰            | ۴                   | ۰                   |
| عبدل‌آباد برو         | بخشی نامعلوم در شهرستان سمنان | عبدل‌آباد برو         | ۲                    | ۰              | ۰            | ۳                   | ۰                   |
| عبدل‌آباد پائین       | بخشی نامعلوم در شهرستان سمنان | عبدل‌آباد پائین       | ۳                    | ۰              | ۰            | ۵                   | ۰                   |
| علاف                 | بخش مرکزی شهرستان سمنان       | علاف                 | ۰٫۵۵۰۰۰۰۰۱۱۹۲۰۹۲۹    | ۰              | ۰            | ۲                   | ۰                   |
| علی‌آباد آهوان        | بخشی نامعلوم در شهرستان سمنان | علی‌آباد آهوان        | ۱                    | ۰              | ۰            | ۵                   | ۰                   |
| علی‌آباد ترحمی آهوان  | بخشی نامعلوم در شهرستان سمنان | علی‌آباد ترحمی آهوان  | ۰٫۷۵                 | ۰              | ۰            | ۲                   | ۰                   |
| علی‌آباد شهمیرزاد     | بخشی نامعلوم در شهرستان سمنان | علی‌آباد شهمیرزاد     | ۱٫۲۹۹۹۹۹۹۵۲۳۱۶۲۸     | ۰              | ۰            | ۶۰                  | ۰                   |
| علی‌آباد عطاری        | بخشی نامعلوم در شهرستان سمنان | علی‌آباد عطاری        | ۲٫۵                  | ۰              | ۰            | ۴                   | ۰                   |
| علی‌آباد لاسجرد       | بخشی نامعلوم در شهرستان سمنان | علی‌آباد لاسجرد       | ۳                    | ۰              | ۰            | ۵                   | ۰                   |
| علی‌آباد مومن‌آباد     | بخشی نامعلوم در شهرستان سمنان | علی‌آباد مومن‌آباد     | ۵                    | ۰              | ۰            | ۱۰                  | ۰                   |
| عماددره فولاد محله   | بخشی نامعلوم در شهرستان سمنان | عماددره فولاد محله   | ۰٫۵۱۹۹۹۹۹۸۰۹۲۶۵۱۴    | ۰              | ۰            | ۲۵                  | ۰                   |
| غطاری                | بخشی نامعلوم در شهرستان سمنان | غطاری                | ۲                    | ۰              | ۰            | ۶                   | ۰                   |
| فرحبخش عطاری         | بخشی نامعلوم در شهرستان سمنان | فرحبخش عطاری         | ۲                    | ۰              | ۰            | ۶                   | ۰                   |
| فضل‌آباد              | بخشی نامعلوم در شهرستان سمنان | فضل‌آباد              | ۱٫۵                  | ۰              | ۰            | ۷                   | ۰                   |
| فیض‌آباد              | بخش مرکزی شهرستان سمنان       | فیض‌آباد              | ۰٫۶۰۰۰۰۰۰۲۳۸۴۱۸۵۸    | ۰              | ۰            | ۱۰                  | ۰                   |
| فیض‌آباد              | بخش مرکزی شهرستان سمنان       | فیض‌آباد              | ۰٫۸۰۰۰۰۰۰۱۱۹۲۰۹۲۹    | ۰              | ۰            | ۲                   | ۰                   |
| قاضی‌آباد             | بخشی نامعلوم در شهرستان سمنان | قاضی‌آباد             | ۱٫۷۹۹۹۹۹۹۵۲۳۱۶۲۸     | ۰              | ۰            | ۲۵                  | ۰                   |
| قلی بیکی             | بخش مرکزی شهرستان سمنان       | قلی بیکی             | ۴                    | ۰              | ۰            | ۳۰                  | ۰                   |
| قلیلان جام           | بخشی نامعلوم در شهرستان سمنان | قلیلان جام           | ۲                    | ۰              | ۰            | ۵                   | ۰                   |
| قیطک                 | بخش مرکزی شهرستان سمنان       | قیطک                 | ۰٫۳۴۹۹۹۹۹۹۴۰۳۹۵۳۶    | ۰              | ۰            | ۳                   | ۰                   |
| لاسجرد               | بخش مرکزی شهرستان سمنان       | لاسجرد               | ۰                    | ۰              | ۰            | ۱۵                  | ۰                   |
| لاسجرد               | بخش مرکزی شهرستان سمنان       | لاسجرد               | ۴٫۵                  | ۰              | ۰            | ۳۵                  | ۰                   |
| لاسجرد               | بخش مرکزی شهرستان سمنان       | لاسجرد               | ۱                    | ۰              | ۰            | ۶                   | ۰                   |
| لاسجرد               | بخش مرکزی شهرستان سمنان       | لاسجرد               | ۱                    | ۰              | ۰            | ۱۵                  | ۰                   |
| لیتومهدیشهر          | بخشی نامعلوم در شهرستان سمنان | لیتومهدیشهر          | ۰٫۳۴۹۹۹۹۹۹۴۰۳۹۵۳۶    | ۰              | ۰            | ۵                   | ۰                   |
| محمدآباد سیف علیان   | بخشی نامعلوم در شهرستان سمنان | محمدآباد سیف علیان   | ۰                    | ۰              | ۰            | ۰                   | ۰                   |
| محمودآباد فولادمحله  | بخشی نامعلوم در شهرستان سمنان | محمودآباد فولادمحله  | ۰٫۳۴۹۹۹۹۹۹۴۰۳۹۵۳۶    | ۰              | ۰            | ۳                   | ۰                   |
| مشیریه               | بخش مرکزی شهرستان سمنان       | مشیریه               | ۱                    | ۰              | ۰            | ۴                   | ۰                   |
| ملک طبی شهمیرزاد     | بخشی نامعلوم در شهرستان سمنان | ملک طبی شهمیرزاد     | ۱٫۷۰۰۰۰۰۰۴۷۶۸۳۷۲     | ۰              | ۰            | ۲۵                  | ۰                   |
| مومن‌آباد             | بخشی نامعلوم در شهرستان سمنان | مومن‌آباد             | ۲                    | ۰              | ۰            | ۲                   | ۰                   |
| میان دره علاء        | بخشی نامعلوم در شهرستان سمنان | میان دره علاء        | ۰٫۷۵                 | ۰              | ۰            | ۴                   | ۰                   |
| میر صادقی مومن‌آباد   | بخشی نامعلوم در شهرستان سمنان | میر صادقی مومن‌آباد   | ۲                    | ۰              | ۰            | ۳                   | ۰                   |
| نجفی                 | بخشی نامعلوم در شهرستان سمنان | نجفی                 | ۲                    | ۰              | ۰            | ۶                   | ۰                   |
| نوکلاته              | بخشی نامعلوم در شهرستان سمنان | نوکلاته              | ۰٫۸۹۹۹۹۹۹۷۶۱۵۸۱۴۲    | ۰              | ۰            | ۳                   | ۰                   |
| نوکلاته صولت         | بخشی نامعلوم در شهرستان سمنان | نوکلاته صولت         | ۱٫۲۰۰۰۰۰۰۴۷۶۸۳۷۲     | ۰              | ۰            | ۴                   | ۰                   |
| نوکه علیا            | بخشی نامعلوم در شهرستان سمنان | نوکه علیا            | ۰٫۲۵                 | ۰              | ۰            | ۲                   | ۰                   |
| نوکه وسط             | بخشی نامعلوم در شهرستان سمنان | نوکه وسط             | ۰٫۴۰۰۰۰۰۰۰۵۹۶۰۴۶۴    | ۰              | ۰            | ۳                   | ۰                   |
| نوکهریز              | بخشی نامعلوم در شهرستان سمنان | نوکهریز              | ۱٫۵                  | ۰              | ۰            | ۲                   | ۰                   |
| هسکو بالا            | بخشی نامعلوم در شهرستان سمنان | هسکو بالا            | ۰٫۵                  | ۰              | ۰            | ۲                   | ۰                   |
| هسکو پائین           | بخشی نامعلوم در شهرستان سمنان | هسکو پائین           | ۰٫۴۴۹۹۹۹۹۸۸۰۷۹۰۷۱    | ۰              | ۰            | ۵                   | ۰                   |
| همیرددوزهیر          | بخشی نامعلوم در شهرستان سمنان | همیرددوزهیر          | ۲                    | ۰              | ۰            | ۱۰                  | ۰                   |
| هواوان               | بخشی نامعلوم در شهرستان سمنان | هواوان               | ۲                    | ۰              | ۰            | ۴۰                  | ۰                   |
| وج‌آباد               | بخش مرکزی شهرستان سمنان       | وج‌آباد               | ۱٫۵                  | ۰              | ۰            | ۶                   | ۰                   |
| ولی دار علیا         | بخشی نامعلوم در شهرستان سمنان | ولی دار علیا         | ۱٫۲۰۰۰۰۰۰۴۷۶۸۳۷۲     | ۰              | ۰            | ۳                   | ۰                   |
| ولی دارسفلی          | بخشی نامعلوم در شهرستان سمنان | ولی دارسفلی          | ۰٫۴۰۰۰۰۰۰۰۵۹۶۰۴۶۴    | ۰              | ۰            | ۵                   | ۰                   |
| ونکان اهوان          | بخشی نامعلوم در شهرستان سمنان | ونکان اهوان          | ۰٫۵                  | ۰              | ۰            | ۳                   | ۰                   |
| ویراب                | بخشی نامعلوم در شهرستان سمنان | ویراب                | ۰٫۸۰۰۰۰۰۰۱۱۹۲۰۹۲۹    | ۰              | ۰            | ۶                   | ۰                   |
| پرپا بالا جام        | بخشی نامعلوم در شهرستان سمنان | پرپا بالا جام        | ۰٫۴۰۰۰۰۰۰۰۵۹۶۰۴۶۴    | ۰              | ۰            | ۳                   | ۰                   |
| پرپا پائین جام       | بخشی نامعلوم در شهرستان سمنان | پرپا پائین جام       | ۰٫۵                  | ۰              | ۰            | ۲                   | ۰                   |
| پشته آهوان           | بخشی نامعلوم در شهرستان سمنان | پشته آهوان           | ۲                    | ۰              | ۰            | ۶                   | ۰                   |
| چاشخوران بالا        | بخشی نامعلوم در شهرستان سمنان | چاشخوران بالا        | ۲٫۵                  | ۰              | ۰            | ۵                   | ۰                   |
| چهل تن               | بخشی نامعلوم در شهرستان سمنان | چهل تن               | ۰٫۳۴۹۹۹۹۹۹۴۰۳۹۵۳۶    | ۰              | ۰            | ۱۵                  | ۰                   |
| چهل رودبار           | بخشی نامعلوم در شهرستان سمنان | چهل رودبار           | ۱٫۲۰۰۰۰۰۰۴۷۶۸۳۷۲     | ۰              | ۰            | ۱۵                  | ۰                   |
| کبوددره              | بخش مرکزی شهرستان سمنان       | کبوددره              | ۰٫۴۰۰۰۰۰۰۰۵۹۶۰۴۶۴    | ۰              | ۰            | ۳                   | ۰                   |
| کروان                | بخشی نامعلوم در شهرستان سمنان | کروان                | ۲                    | ۰              | ۰            | ۵                   | ۰                   |
| کلاته امیر           | بخشی نامعلوم در شهرستان سمنان | کلاته امیر           | ۰٫۸۵۰۰۰۰۰۲۳۸۴۱۸۵۸    | ۰              | ۰            | ۳                   | ۰                   |
| کلاته نجفی علیا      | بخشی نامعلوم در شهرستان سمنان | کلاته نجفی علیا      | ۴                    | ۰              | ۰            | ۰                   | ۰                   |
| کلاته یحیی پائین     | بخشی نامعلوم در شهرستان سمنان | کلاته یحیی پائین     | ۰                    | ۰              | ۰            | ۰                   | ۰                   |
| کلاته یحیی‌آباد       | بخشی نامعلوم در شهرستان سمنان | کلاته یحیی‌آباد       | ۰٫۶۹۹۹۹۹۹۸۸۰۷۹۰۷۱    | ۰              | ۰            | ۳                   | ۰                   |
| کلیاب آبگرم          | بخشی نامعلوم در شهرستان سمنان | کلیاب آبگرم          | ۱                    | ۰              | ۰            | ۴                   | ۰                   |
| کندوان               | بخشی نامعلوم در شهرستان سمنان | کندوان               | ۵۵۰                  | ۰              | ۰            | ۶                   | ۰                   |
| کهریز بابا           | بخشی نامعلوم در شهرستان سمنان | کهریز بابا           | ۱                    | ۰              | ۰            | ۸                   | ۰                   |
| گرمکشس               | بخشی نامعلوم در شهرستان سمنان | گرمکشس               | ۱۰۰۰                 | ۰              | ۰            | ۵                   | ۰                   |
| گلوکی                | بخشی نامعلوم در شهرستان سمنان | گلوکی                | ۶۰۰                  | ۰              | ۰            | ۴                   | ۰                   |
| گنج چاله             | بخشی نامعلوم در شهرستان سمنان | گنج چاله             | ۱٫۷۹۹۹۹۹۹۵۲۳۱۶۲۸     | ۰              | ۰            | ۱۰                  | ۰                   |
| گندل‌آباد سغلی        | بخشی نامعلوم در شهرستان سمنان | گندل‌آباد سغلی        | ۰٫۵۵۰۰۰۰۰۱۱۹۲۰۹۲۹    | ۰              | ۰            | ۳                   | ۰                   |
| گندل‌آباد علیا        | بخشی نامعلوم در شهرستان سمنان | گندل‌آباد علیا        | ۰٫۴۴۹۹۹۹۹۸۸۰۷۹۰۷۱    | ۰              | ۰            | ۲                   | ۰                   |